# Ferris macht blau
Ferris macht blau ist eine Highschool-Komödie aus dem Jahr 1986 von John Hughes mit Matthew Broderick in der Hauptrolle. Für einen Spielfilm ungewöhnlich ist die Tatsache, dass die Hauptfigur gelegentlich die vierte Wand durchbricht, um direkt in die Kamera zu den Zuschauern zu sprechen.
2014 wurde der Film ins National Film Registry aufgenommen.

## Handlung

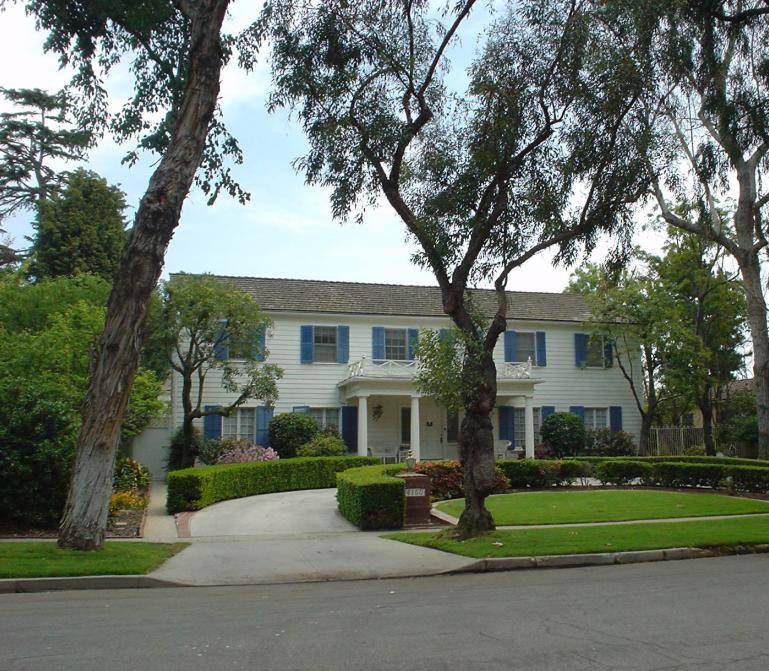
Das Wohnhaus der Familie Bueller im Film, in Long Beach stehend

Ferris Bueller, Liebling seiner Mitschüler und Feindbild des Schulleiters, ist im letzten Jahr an einer High School in der Nähe Chicagos. Als Meister des Blaumachens ist er ein Spezialist im Vortäuschen diverser Krankheiten, um so den lästigen Schulunterricht zu umgehen. 
Eines Morgens beschließt er, statt der Schulpflicht seiner Sehnsucht nach Freiheit nachzugehen, und täuscht seinen gutgläubigen Eltern eine Erkrankung vor. Nach überzeugender Schauspielerei ist der Weg für einen Trip durch Chicago frei. Es fehlen nur noch sein bester Freund Cameron Frye, ein neurotischer Hypochonder, und Ferris’ Freundin Sloane. Nach anfänglichen Schwierigkeiten überredet Ferris Cameron, sich ihm anzuschließen. Die beiden können Sloane mit einem Anruf beim Schulleiter Rooney über den vorgetäuschten plötzlichen Tod ihrer Großmutter aus dem Literaturunterricht loseisen.
Sorglos machen sich die drei Freunde mit dem Ferrari 250 GT California von Camerons pedantischem Vater auf den Weg ins Vergnügen, ohne zu ahnen, dass der Schuldirektor Ed Rooney längst Verdacht geschöpft hat. Dieser setzt nun alles daran, dem verhassten Schüler das Handwerk zu legen.
Die Schulschwänzer geben den Ferrari in einem Parkhaus ab und machen sich zu Fuß in die Innenstadt auf, ohne zu bemerken, dass die beiden Parkhauswächter sich den Wagen für eine heimliche Spritztour „ausborgen“. Die drei Freunde erleben in Chicago allerhand Abenteuerliches und besuchen unter anderem den Sears Tower, die Chicagoer Börse, ein feines französisches Restaurant, ein Baseball-Spiel der Chicago Cubs im Wrigley Field und das Kunstmuseum Art Institute of Chicago. Auf der deutsch-amerikanischen Steuben-Parade von Chicago gelangt Ferris auf einen Wagen des Festzuges, schnappt sich ein Mikrofon und intoniert die Songs Danke Schoen und Twist and Shout.
Unterdessen greift Rooney zu drastischen Mitteln und schnüffelt im Haus der Familie Bueller herum. Dort trifft er zunächst auf den Rottweiler der Familie, der ihm ordentlich zusetzt. Dann taucht Ferris’ Schwester Jeanie auf, die ebenfalls dessen Täuschungen aufdecken möchte, da sie ihm neidet, dass er stets damit durchkommt. Jeanie schlägt den vermeintlichen Einbrecher Rooney bewusstlos und ruft die Polizei. Als Rooney wieder aufwacht, muss er arg geschunden den Rückzug antreten, verliert dabei aber seine Brieftasche.
Jeanie wird von der Polizei aufgrund ihres angeblichen Notruf-Missbrauchs auf die Wache gebracht und muss dort von ihrer Mutter abgeholt werden. Währenddessen stellt Ferris bei der Heimfahrt aus Chicago fest, dass der Kilometerzähler des Ferraris aufgrund der Spritztour der Parkhauswächter erheblich in die Höhe geklettert ist. In Erwartung einer Standpauke seines Vaters verfällt Cameron in einen Schockzustand, aus dem ihn Sloane und Ferris nur mühevoll herausholen können. Später ist Cameron jedoch wie verwandelt und findet, dass er mit den beiden den schönsten Tag seines Lebens verbracht habe und seinem Vater endlich seine Meinung sagen wolle, der sein Auto mehr liebe als seinen Sohn. Ferris hat mittlerweile in Camerons Garage den Ferrari an der Antriebsachse aufgebockt und lässt ihn mit Vollgas im Rückwärtsgang laufen, damit der Kilometerzähler sich rückwärts dreht. Als Cameron bemerkt, dass der Kilometerzähler nicht wie erwartet zurückdreht, wird er wütend und tritt mehrfach gegen den Wagen. Als die angetriebenen Räder schließlich den Boden berühren, schießt das wertvolle Gefährt rückwärts durch eine Glaswand und stürzt aus der Panoramagarage in ein Waldstück.
Zum Finale treffen Schuldirektor Rooney, die Eltern, Jeanie und Ferris fast zeitgleich am Haus der Buellers ein. Rooney stellt Ferris am Hintereingang, doch der erhält unerwartet die Hilfe seiner Schwester, die Rooneys verlorene Brieftasche gefunden hat und somit weiß, dass er der vermeintliche Einbrecher war. So gelingt es Ferris gerade noch rechtzeitig, bevor seine Eltern sein Zimmer betreten, sich ins Bett zu legen und auch dieses Mal den Triumph davonzutragen, nicht erwischt worden zu sein. Der geschundene Schuldirektor räumt geschlagen das Feld und muss sich zudem auf dem Heimweg von einem Schulbus mitnehmen lassen, wo er dem Spott der mitfahrenden Schüler ausgesetzt ist.

## Hintergrund

### Produktion
John Hughes schrieb den Großteil des Drehbuches in weniger als einer Woche. Die Dreharbeiten fanden im Herbst 1985 statt. Der größte Teil des Films wurde in der Gegend von Chicago gedreht, ausgenommen das Haus, in dem Ferris mit seiner Familie wohnt. Dieses steht in Long Beach, Kalifornien (4160 Country Club Drive). Camerons Garage und Haus ist in Wirklichkeit das Ben Rose Auto House, zu finden im Highland Park, Illinois. Die Außenaufnahmen der Schule zeigen die Glenbrook North High School in Illinois, die Innenaufnahmen der Flure und Klassenräume wurden in der ehemaligen Maine North High School gedreht, wo auch der John-Hughes-Film The Breakfast Club ein Jahr zuvor entstanden war. Bei den Szenen zur Parade wurde die tatsächlich stattfindende Steubenparade (benannt nach Friedrich Wilhelm von Steuben) in Chicago gefilmt, wobei (bis auf die Filmcrew) niemand der Beteiligten den tatsächlichen Grund der Filmaufnahmen wusste. John Hughes bezeichnete Ferris macht blau als Liebesbrief an seine Heimatstadt Chicago: „Ich wollte so viel von Chicago wie nur möglich einfangen. Nicht nur die Architektur und Landschaft, sondern auch den Geist.“

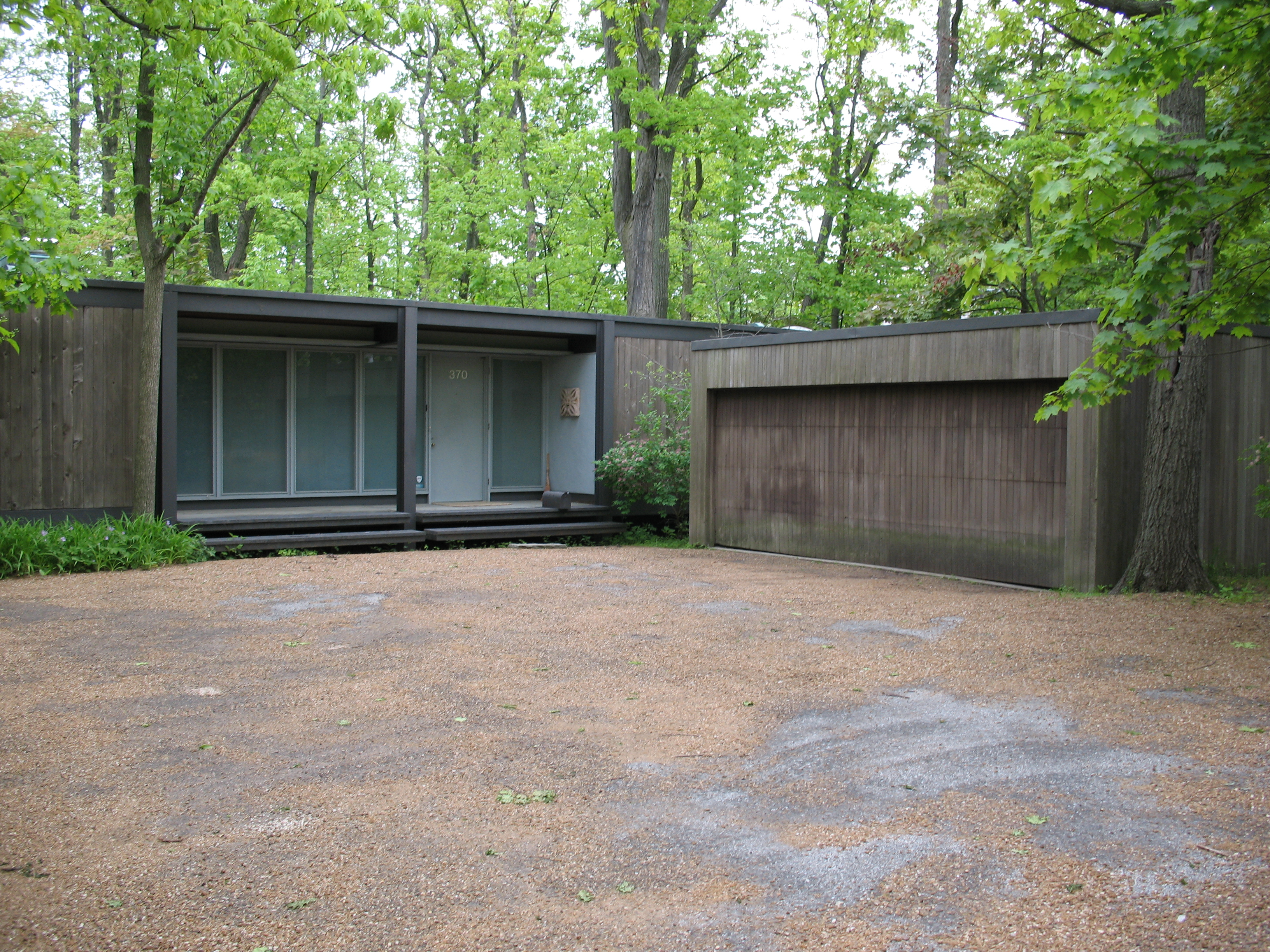
Das Ben Rose House, welches im Film als Haus von Camerons Familie fungiert

Um in der Szene auf dem Polizeirevier den Drogensüchtigen zu spielen, hatte Charlie Sheen 48 Stunden nicht geschlafen. Dies sollte den Entzug authentischer darstellen.

### Filmmusik
Zu dem Film ist kein offizieller Soundtrack erschienen. Im Folgenden sind lediglich die einzelnen Stücke gelistet, wie sie in ihrer Reihenfolge im Film verwendet werden.
- Sigue Sigue Sputnik – Love Missile F1-11 (Dance Mix)
- Hugo Montenegro – Jeannie (Theme from I Dream of Jeannie)
- Yello – Oh Yeah
- The Flower Pot Men – Beat City
- Big Audio Dynamite – Bad
- WLS (AM) – Jingle
- John Williams – Titelmelodie von Star Wars
- The Dream Academy – Please Please Please Let Me Get What I Want
- Wayne Newton – Danke Schoen
- The Beatles – Twist and Shout
- Zapp – Radio People
- Blue Room – I’m Afraid
- General Public – Taking the Day Off
- The Dream Academy – The Edge of Forever
- The English Beat – March of the Swivelheads
- Yello – Oh Yeah (Dance Mix)

### Synchronisation
Die deutsche Synchronfassung entstand zur Kinopremiere 1986 bei Berliner Synchron. Dialogregie und Dialogbuch übernahm Lutz Riedel, der zudem eine kleine Rolle als Polizist sprach.
| Rolle                         | Schauspieler      | Dt. Synchronstimme     |
| ----------------------------- | ----------------- | ---------------------- |
| Ferris Bueller                | Matthew Broderick | Santiago Ziesmer       |
| Cameron Frye                  | Alan Ruck         | Benjamin Völz          |
| Sloane Peterson               | Mia Sara          | Judith Brandt          |
| Schulleiter Edward R. Rooney  | Jeffrey Jones     | Norbert Gescher        |
| Jeanie Bueller                | Jennifer Grey     | Rebecca Völz           |
| Katie Bueller, Ferris’ Mutter | Cindy Pickett     | Gisela Fritsch         |
| Tom Bueller, Ferris’ Vater    | Lyman Ward        | Lothar Mann            |
| Grace, Rooneys Sekretärin     | Edie McClurg      | Christel Merian        |
| Junkie auf dem Polizeirevier  | Charlie Sheen     | Nicolas Böll           |
| Wirtschaftslehrer             | Ben Stein         | Reinhard Kuhnert       |
| Englischlehrer                | Del Close         | Lothar Köster          |
| Snobhafter Oberkellner        | Jonathan Schmock  | Wolfgang Ziffer        |
| Detective auf Polizeirevier   | Robert Kim        | Lutz Riedel            |
| Singende Krankenschwester     | Stephanie Blake   | Philine Peters-Arnolds |

### Trivia
- Ferris beschwert sich, dass er kein Auto erhalten habe, dafür aber einen zur damaligen Zeit sehr teuren Personal Computer (im Film WarGames – Kriegsspiele spielte Broderick zuvor bereits einen Computerfreak). Außerdem besitzt er einen Sampler vom Typ E-mu Emulator II, der im Jahr 1984 rund 8000 US-Dollar kostete und den er zum Imitieren seines Hustens nutzt. Der Ferrari 250 GT Spyder California von Camerons Vater ist ein extrem teurer und sehr seltener Ferrari; gute Exemplare werden für mehrere Millionen Euro gehandelt. Bei diesen Preisen ist es nicht verwunderlich, dass das Filmteam in die Trickkiste gegriffen hat. Die Firma Modena Design and Research schuf einen Fiberglasaufbau für einen MGB und bestückte das Auto mit einem stärkeren Motor. Ferrari verklagte die Firma später für die Verwendung ihrer Logos.[4][5]

- Im Museum Art Institute of Chicago schauen sich die drei Freunde etliche Gemälde und Skulpturen der Kunstgeschichte an, etwa Nighthawks von Edward Hopper oder Ein Sonntagnachmittag auf der Insel La Grande Jatte von Georges Seurat.

- Viele der im Film vorkommenden Nummernschilder sind Abkürzungen, die für Filme von John Hughes stehen: Am Wagen von Schwester Jeanie steht TBC für The Breakfast Club, am Wagen von Mutter Katie steht VCTN für National Lampoon’s Vacation (Die schrillen Vier auf Achse), am Wagen von Vater Tom steht MMOM für Mr. Mom und am Wagen von Schuldirektor Rooney steht 4FBDO für Ferris Bueller’s Day Off (Ferris macht blau). Nur auf dem Nummernschild des ausgeliehenen Ferrari steht NRVOUS, was wohl für den nervösen Gemütszustand von Cameron stehen soll in Bezug auf die unerlaubte Nutzung des Wagens seines Vaters.

- Immer wieder tauchen im Film Personen auf, die eine spontan initiierte Kampagne zur Rettung von Ferris unterstützen. Der Titel der Kampagne fand Verwendung bei der Benennung der US-amerikanischen Ska-Band Save Ferris.

- Die Rolle des Ferris, der in seiner ungezwungenen und fröhlichen Art allen Widrigkeiten mit Erfolg trotzt, entspricht dem filmischen Archetypus des Swashbucklers.

## Rezeption

### Veröffentlichungen und Publikumserfolg
Der Film startete am 18. Dezember 1986 in den Kinos. Mit einem Einspielergebnis von über 70 Millionen US-Dollar war er ein finanzieller Erfolg. 1987 folgten Veröffentlichungen als Video und Laserdisc. Am 3. August 2000 erschien der Film erstmals auf DVD und am 4. Mai 2006 erschien als Die Blaumacher-Edition eine Neuauflage mit mehr Bonusmaterial.

### Kritiken
Ferris macht blau wurde mit überwiegend positiven Kritiken bedacht. Der Konsens der Kritiker bei Rotten Tomatoes lautet: „Matthew Broderick ist charmant in Ferris Bueller's Day Off, einem leichten und unbezähmbar fröhlichen Film darüber, jung zu sein und Spaß zu haben.“ Chicago Sun-Times-Kritiker Roger Ebert gab dem Film in seiner Rezension vom 11. Juni 1986 drei von vier Sternen. Es sei „einer der unschuldigsten Filme seit langer Zeit“ und eine „süße, warmherzige Komödie“. Richard Roeper, Eberts Kollege bei der Sun-Times, ging noch weiter, Ferris macht blau sei einer seiner absoluten Lieblingsfilme: „Er hat eine der besten Wiederholungs-Raten die ich kenne, ich kann ihn immer und immer wieder sehen. Da ist auch das, und ich sage es mit absoluter Sicherheit: Ferris macht blau ist eine Art Suizid-Verhinderungsfilm oder zumindest eine Geschichte über einen jungen Mann, der seinem Freund etwas Selbstwertgefühl geben will. Ferris macht es zu seiner Mission, Cameron zu zeigen, dass die ganze Welt vor ihm sich bewegt und das Leben ziemlich wunderbar sein kann, wenn man aufwacht und es umarmt. Und das ist die bleibende Botschaft von Ferris Bueller's Day Off.“ Der konservative Kolumnist George Will nannte ihn den „filmischten Film, nah am allgemeinen Geist der Filme, dem mühelosen Eskapismus.“ Essayist Steve Almond nannte Ferris den „besten Teenagerfilm, den ich je gesehen habe.“ John Hughes habe viele gute Filme gemacht, aber dieser sei der einzige, der „wahrhaftige Kunst“ sei und das ekstatische, zugleich oft problematische Lebensgefühl eines Teenagers auf tiefe Weise analysiere.
Die jugendlichen Schauspieler Matthew Broderick, Alan Ruck und Jennifer Grey wurden für ihre Darstellungen mit positiven Kritiken bedacht. Auch Jeffrey Jones erhielt für seine Leistung als boshafter Schuldirektor viel Lob. Nina Darnton von der New York Times kritisierte allerdings, dass es der Figur der Sloane an „spezifischen Details“ mangele, die die anderen Hughes-Teenager denkwürdig gemacht hätte. Sloane sei ein „solider, aber leicht zu vergessender Charakter“. Dagegen hätten Ruck als sensibler Freund Cameron und Jennifer Grey als intrigante, aber trotzdem sympathische Schwester die authentischsten Darstellungen abgeliefert. Mark Hemingway vom National Review schrieb, der Filme zelebriere Freiheit und es gebe im Film für ihn keine bessere Darstellung von „durchschnittlicher amerikanischer Freiheit“ als bei Ferris macht blau. Für Autor Ben Stein, der im Film als Wirtschaftslehrer auftritt, ist Ferris der vielleicht „lebensbejahendste Film der ganzen Nachkriegsperiode.“ Von einigen Filmkritikern wurde der Film dagegen schlecht aufgenommen, sie fanden die Botschaft des Filmes meist zu hedonistisch. David Denby von The New Yorker kritisierte, Ferris sei eine „widerliche Destillation der oberflächlichen, gierigen Seite der Reagan-Ära“.
Das Lexikon des Internationalen Films schloss sich Denbys Meinung weitgehend an, der Film sei zwar „um Vertiefung bemüht“, zeichne aber schließlich „nur das weitgehend oberflächliche Porträt einer Jugend (...), die in teuren, extravaganten Kleinigkeiten Erfüllung findet.“ Die TV Spielfilm schrieb hingegen: „Teeniekomödie, mal ohne tumben Klamauk … Selten war Schuleschwänzen so witzig … ‚Der‘ Klassiker des quirligen Teeniefilms.“ Filmstarts gab 4,5 von 5 Sternen und notierte, der Film sei „ein komödiantisches Kleinod, das hinter seiner unscheinbar-harmlosen Fassade spielend zeitlose Lebensweisheiten offenbart, dabei den Zeitgeist der Achtziger bloßlegt und somit von bleibender Relevanz ist.“ Der Film erinnere vor allem an die Vergänglichkeit der Jugend. Prisma schrieb: „Ferris macht blau war der Höhepunkt einer ganzen Reihe von Teenagerkomödien, die unter dem Meister dieses Genres, John Hughes, entstanden. Hughes scheint das Lebensgefühl der Jugendlichen in den Achtzigern getroffen zu haben: Schule schwänzen, Ärger mit Lehrern und Eltern und natürlich die Liebe gehören zu seinen Lieblingsthemen. Sein persönliches Erfolgsrezept: Er erzählt seine Geschichten immer aus der Perspektive der Teenies.“

### Auszeichnungen
Matthew Broderick erhielt eine Nominierung für den Golden Globe Award in der Kategorie Bester Hauptdarsteller – Komödie oder Musical. 2014 wurde Ferris macht blau als „geschichtlich, kulturell oder ästhetisch signifikant“ ins National Film Registry aufgenommen.
Die Deutsche Film- und Medienbewertung FBW verlieh dem Film das Prädikat „Wertvoll“.

### Spin-off als Serie
1990 wurde eine Spin-off-Serie unter dem Namen Ferris Bueller produziert, die aber wegen mangelnder Einschaltquoten nach nur 13 Folgen wieder eingestellt wurde. Begründet wurde der Misserfolg mit der als platt angesehenen Handlung, die zahlreichen Änderungen sowie dem ähnlichen Konzept der fast gleichzeitig startenden Serie Parker Lewis – Der Coole von der Schule. Die Handlung der Serie wurde von Chicago nach Los Angeles verlegt. Anstelle von Broderick spielte Charlie Schlatter die Rolle von Ferris, auch keiner der anderen Schauspieler aus dem Film wurde verpflichtet. Die Rolle von Jennifer Grey wurde von Jennifer Aniston übernommen. Es war eine ihrer ersten Rollen und brachte Aniston den Durchbruch.